# BdM Banca
BdM Banca, fino al 2023 Banca Popolare di Bari S.p.A. (BPB) è un istituto di credito popolare italiano, fondato a Bari nel 1960. È il primo gruppo creditizio autonomo del Mezzogiorno ed è tra le tre maggiori banche pugliesi e tra le 10 maggiori banche popolari italiane. Nel 2019, la banca è stata salvata dallo Stato italiano e nel 2020 è stata acquisita da Banca del Mezzogiorno - MedioCredito Centrale. Nel 2023, l'istituto ha assunto la nuova denominazione.

## Storia
La Banca Popolare di Bari è stata fondata nel 1960 ad opera di 76 soci. Nel 1998 in seguito a ulteriori acquisizioni, nasce il Gruppo Creditizio Banca Popolare di Bari.
La rapida crescita degli sportelli è il frutto di numerose acquisizioni di banche locali e sportelli, tra cui:
- Banca Agraria Commerciale Cooperativa di Deliceto nel 1989
- Banca Popolare di Torremaggiore, Cassa Rurale e Artigiana di Castelluccio dei Sauri e Cassa Rurale di Avigliano e Filiano nel 1993
- Bcc di Lesina e Banca Popolare Meridionale di Grottaminarda, Bcc di Valle del Calore e Bcc di Teora Alto Ofanto nel 1997
- Bcc di Baianese e Bcc di Avellana nel 2000
- Banca Popolare della Penisola Sorrentina e Banca Popolare di Calabria nel 2003
- Parte di Banca Mediterranea (50 sportelli) nel 2004
- 43 sportelli del Gruppo Intesa Sanpaolo nel 2007
- 4 sportelli da Banca CR Firenze e i 43 della Cassa di Risparmio di Orvieto nel 2008

### Famiglia Jacobini
Nel 2014 la banca, guidata sin dalla fondazione dalla famiglia Jacobini (prima Luigi Jacobini il fondatore, poi il figlio Marco alla presidenza e in seguito ai vertici operativi due figli di Marco, Gianluca e Luigi) acquista Banca Tercas e la sua controllata Banca Caripe. La scelta di BPB incontra il beneplacito della Banca d'Italia, che autorizza l'operazione di fusione e il contributo da 330 milioni di euro da parte del Fondo Interbancario di Tutela dei Depositi, che viene poi censurato dalla Commissione europea come un aiuto di Stato incompatibile con diritto antitrust dell'UE. La Popolare di Bari chiede ai propri azionisti di contribuire all'operazione disalvataggio di banca Tercas.
A seguito di una segnalazione di un ex-dipendente riguardante operazioni poco chiare, tra cui proprio l'acquisto del banco abruzzese, la Procura di Bari ha avviato tra il 2016 e il 2017 un'indagine a carico dei vertici della Popolare di Bari.
Nel settembre 2017 sigla un accordo con Cerved Credit Management, la società del gruppo Cerved che si occupa di gestire gli Npl (non performing loans), da almeno 1,1 miliardi di euro di crediti deteriorati. Al 30 giugno 2018 i crediti deteriorati lordi della banca ammontano a 2,571 miliardi di euro su un totale di 7 miliardi di crediti.
Nell'ottobre 2018 la Consob ha comminato multe per circa 2,6 milioni di euro alla banca e ai vertici dell'istituto, tra i quali Marco Jacobini e l'ex direttore Vincenzo De Bustis. Le violazioni riguardano tra l'altro le informazioni contenute nei prospetti per gli aumenti di capitale del 2014 e del 2015. Due mesi più tardi, in dicembre, dopo le dimissioni di Giorgio Papa, De Bustis, che era già stato direttore generale della banca dal 2011 al 2015 acquisendo quel boccone troppo grosso che era la Banca Tercas all'epoca commissariata, ritorna alla guida della banca per tentare di rilanciarla aprendo a nuovi soci.

### La crisi del 2019 e il commissariamento
Nel luglio 2019, tre giorni dopo l'approvazione del bilancio 2018 chiuso pesantemente in rosso, finisce l'era di Jacobini, da una vita alla guida della banca. Finisce con un compromesso gradito a tutti: presidente è nominato Gianvito Giannelli, docente universitario, nipote di Marco Jacobini e marito del procuratore di Larino, Isabella Ginefra, a lungo sostituto procuratore di Bari. De Bustis è confermato nell'incarico di amministratore delegato.
Il 13 dicembre 2019 la Banca d'Italia ha commissariato la banca e ha provveduto a nominare Enrico Ajello e Antonio Blandini commissari straordinari e Livia Casale, Francesco Fioretto e Andrea Grosso componenti del comitato di sorveglianza.
Il prezzo delle azioni quotate in Borsa scende dai € 9,50 del 2009, registrati ancora nel 2014, all'intorno dei € 2,50 nel 2017 conservato fino a dicembre del 2019, come valore nominale per il quale si è verificata anche una riduzione del flottante realmente scambiato e delle concrete probabilità di compravendita.
Nel frattempo, sempre a favore di soci e obbligazionisti, le quotazione azionarie e del Bond obbligazionario Subordinato sono state sospese dal mercato MTM.
Il 13 dicembre 2019 il Consiglio dei Ministri, presieduto da Giuseppe Conte, si riunisce per discutere della questione legata alla crisi della banca. Il Governo valuta l'ipotesi di emanare un decreto per il salvataggio dell’istituto pugliese.
Il 15 dicembre 2019 il Consiglio dei ministri ha approvato il decreto contenente le misure a sostegno della banca.
Il Fondo di tutela dei depositi interbancari ha anticipato un contributo-ponte da 310 milioni di euro per garantire la continuità operativa della banca.
Sempre a dicembre, Governo e Ftid hanno varato un piano di ricapitalizzazione per 1,4 miliardi, equamente ripartiti fra loro. Nel settembre 2020, è stato nuovamente confermato il controllo del Mediocredito Centrale sulla Popolare di Bari, ma l'importo del piano è stato ridotto a 1,14 miliardi e l'impegno pubblico è stato temporaneamente limitato all'esborso di 430 milioni.
La crisi ha interessato più di 70 000 azionisti, che hanno perso 1,4 miliardi di euro, oltre ad un certo numero di obbligazionisti.
Il 29 giugno 2020 l'assemblea straordinaria della Banca ha approvato la trasformazione in S.p.A. dell'azienda e l'aumento del capitale, salvando così la banca dal fallimento.

## Dati economici
In occasione dell'assemblea dell'aprile 2015 il titolo azionario della Popolare di Bari veniva valutato da una società esterna di consulenza in una "forchetta" di prezzo oscillante tra euro 8,50 ed euro 11,50 circa ma "prudenzialmente" si suggeriva di mantenere la vecchia quotazione pari a 9,53 euro. La situazione economica-finanziaria veniva prospettata come solida e sotto controllo, con buone prospettive di crescita ed espansione.
Durante l'assemblea del successivo aprile 2016 il titolo azionario della Popolare di Bari veniva svalutato, sempre "prudenzialmente", da euro 9,53 a euro 7,50.
Nel 2017 l'utile è stato di un milione rispetto ai 5,2 milioni del 2016. Le filiali sono 353, il coefficiente patrimoniale al 10,2% rispetto al CET 1. Tra i 70 000 soci c'è chi si lamenta di non riuscire a recuperare il suo investimento tanto da dover fare ricorso al tribunale.
Da allora si sono succeduti tra l'altro: cessioni di crediti deteriorati, partecipazione a fondi di solidarietà (fondo Atlas), azzeramento del valore di avviamento della società capofila. L'ultima semestrale 2018 pone in evidenza una perdita di esercizio pari a circa 100 (cento) milioni di euro.
In effetti circa 70.000 soci (ai quali la banca ha ceduto nel tempo 160,36 milioni di azioni non quotate e illiquide), si trovavano da anni nell'impossibilità di rientrare in possesso dei loro investimenti e questo nonostante la quotazione sul mercato hi.mtf del secondo semestre 2017. Il titolo, prospettato (in fase preliminare di investimento) ai risparmiatori come sicuro, facilmente liquidabile e al riparo da eventuali perdite proprio perché non quotato, è attualmente soggetto alle norme di oscillazione della piattaforma hi.mtf e, in quasi totale assenza di contrattazione, vede diminuire in continuazione il suo valore, con discese progressive da 7,50 a circa 5,40, quindi da 5,40 a circa 3 euro. L'ultimo prezzo minimo teorico si attesterebbe intorno ad euro 2,38. Stessa sorte stanno subendo le obbligazioni subordinate, svalutate in poco tempo di circa il 25-30%. Tutto ciò dopo continue acquisizioni di istituti di credito più o meno in difficoltà (ultime in ordine di tempo, Tercas e Caripe) e conseguenti aumenti di capitale autorizzati dalle preposte autorità di controllo.
La capitalizzazione della banca era di 1,2 miliardi quando il prezzo era di 7,5 euro, nell'ottobre 2018 è scesa a circa 380 milioni con il prezzo a 2,38 euro.
Il bilancio 2018 della Banca Popolare di Bari ha registrato una perdita netta consolidata di 372,1 milioni e una perdita al lordo delle imposte di 287,4 milioni. La perdita è stata poi rettificata in luglio in 420 milioni di euro per cui il patrimonio netto risulta inferiore del 54%.
La crisi del dicembre 2019 è stata preceduta il 23 settembre dal fallimento di due società immobiliari baresi, verso le quali la Popolare vantava delle esposizioni su crediti: Fimco SpA e Maiora Group. Secondo gli ultimi bilanci pubblicati nel 2017 dalle due imprese, la Fimco aveva debiti per 104 milioni di euro, di cui 30 mln con le banche (e BPR fra i primi creditori); Maiora Group ha registrato un indebitamento complessivo pari a 288 milioni, dei quali 105 mln a favore di BPR e di Monte dei Paschi di Siena, con una frazione di 59 mln non assistiti da garanzie reali.

## Società controllate
- Cassa di Risparmio di Orvieto
- Popolare Bari Corporate Finance

## Diffusione sul territorio
Radicata in Puglia e nelle regioni limitrofe, conta 217 sportelli, 3 200 dipendenti e quasi 70 000 soci. È presente in 11 regioni col proprio marchio: in Puglia, Campania, Basilicata, Calabria, Molise, Lazio, Marche, Umbria, Toscana, Lombardia e Abruzzo.